# XeroBank Browser
XeroBank Browser (antes llamado Torpark) es un navegador web Open Source basado en el cliente Tor y Firefox Portable. La principal diferencia con este último es la integración del método TOR para navegación anónima en Firefox. Es un navegador desarrollado teniendo en cuenta la seguridad, por lo que cuando sale una versión nueva de Firefox, ésta no se adapta hasta que hayan salido varias versiones correctoras de bugs. Actualmente cuando se ejecuta Torpark no se puede tener una instancia de Mozilla Firefox abierta. Debido a que TOR actúa en el puerto TCP 8118, este ha de estar abierto en su router para permitir el anonimato de su conexión a Internet.

## Curiosidades
- XeroBank Browser ha sido desarrollado por Steve Topletz, aunque en sus primeras versiones recibió ayuda del creador de Firefox Portable, John T Haller.

- A partir de la versión 1.5.0.7, el navegador se ha liberado junto con la asociación Hacktivismo.

- El nombre "Torpark" viene del método TOR, añadiéndole la palabra park, proveniente del nombre en clave de la primera versión en que se basó este navegador, Mozilla Firefox 1.5 - Deer Park.

- Si se ejecuta XeroBank Browser desde una línea de comandos con la opción /DEADBEEF se podrá observar un easter egg, que hace referencia a una comunidad hacker, The Cult of the Dead Cow, un grupo hacktivista.

## Enlaces
- Página oficial de xB Browser

- Datos: Q576382